# Urdu
Urdu eller lushkari (især i native translation og stavet indfødt لشکری) er det nationale sprog i Pakistan, og hører til blandt de indoeuropæiske sprog. Det tales også i Indien og hører til verdens ti største sprog. Men da moderne hindi og urdu i høj grad kan ses som ét sprog, er sproget verdens næstmest talte sprog, efter kinesisk.
har samme oprindelse som det danske ord horde. Begge ord stammer fra tyrkisk ordu (= hær, lejr). Stormogulerne i Delhi var oprindeligt centralasiatiske nomader, og deres hof kaldtes derfor urdu-e mu'allâ (= lejr kejserens). Dette gik så over til at betegne deres sprog, og blev efterhånden forkortet til urdu. 
Urdu og hindi anses af sprogvidenskabsfolk som ét sprog. Hindi skrives med devanagari-alfabetet, mens urdu skrives med et modificeret arabisk alfabet, i lighed med persisk. Selvom de deler samme grammatisk struktur, benytter Urdu sig så af et hav af låneord fra persisk og arabisk.
Moderne hindi låner en række ord fra urdu, hvorfor forskellen under en almindelig dagligdags samtale ofte ikke er så markante.
Endvidere kan hindi have svært ved at udtale nogle af bogstaverne fra Urdu, som ikke findes i det oprindelige devangari alfabet.
I samtaler hvor der kræves større sproglig kunnen, bliver forskellene i ordvalg mere udtalte.
Ved Pakistans oprettelse i 1947, blev landets navn dannet af det persiske adjektiv pâk (= ren (i troen)), og endelsen -istân (= sted). I sanskrit havde man ordet sthânam (= sted) fra verbalroden sthâ- (= at stå), ligesom dansk har dannet ordene "et sted" og "en stad" af verbet "at stå". Sanskrit -sthanam genfinder vi i navnet på den indiske delstat Rajasthan. Navne som Kurdistan og Afghanistan har det samme ophav.

## Fællesskab mellem dansk og urdu
Konsonanten h er meget ustabil, men n og m er blandt de mest stabile sproglyde vi har. Begynder et urdu-ord med n eller m, er der gode chancer for at finde et beslægtet dansk ord med samme begyndelsesbogstav: Mâ = mor, mausî = moster (hvor både urdu -sî og dansk -ster er forkortede former af det indoeuropæiske ord for "søster", som i urdu ikke har overlevet som selvstændigt ord, men er erstattet med bahin), muñh = mund, na = nej, nîcê = ned, nâk = næse, nayâ = ny, nangâ = nøgen. 
Suffikset -ende, som i dansk "sovende", genfindes i urdu -inda. Man har ord som âinda (= fremtid, egentlig "kommende"), parinda (= fugl, egentlig "flyvende"), bâshinda (= beboer, egentlig "værende"), sharminda (= skamfuld), numâinda (= repræsentant). Og selv om de danske ord "nevø" og "niece" er indlånt fransk, er de også indoeuropæiske og beslægtede med urdu navâsâ (= dattersøn) og navâsî (= datterdatter), som urdu på sin side har lånt fra persisk. Flere låneord fra persisk er nâm (= navn), nâf (= navle), murdâbad (= død over, beslægtet med "mord") og mard (= mand – samme rod som mors på latin, for menneskets tydeligste kendetegn er, at det er dødeligt). 
Et indoeuropæisk fællesskab for verbet "at bære" genkendes i urdu bhârî (= tung). Bhâr betyder "en byrde" (på norsk "en bør"), og indgår som sidste led i urdu dilbar (= en kæreste, "hjertetyv"), hvor ordstammen bar- viser til "at bære, bortføre". 
Analyserer man regelbundne lydforskyvninger, bliver endnu flere ord genkendelige. Indoeuropæisk p forvandles til f i germanske sprog. I ord som parâyâ (= fremmed), pardês (= udlandet) og pardêsi (= udlænding) er elementet par- beslægtet med vort ord "fjern". Og der er ord som par = fjer, pul = bro (jfr fjord), pânv = fod. 